# Ramo de flores

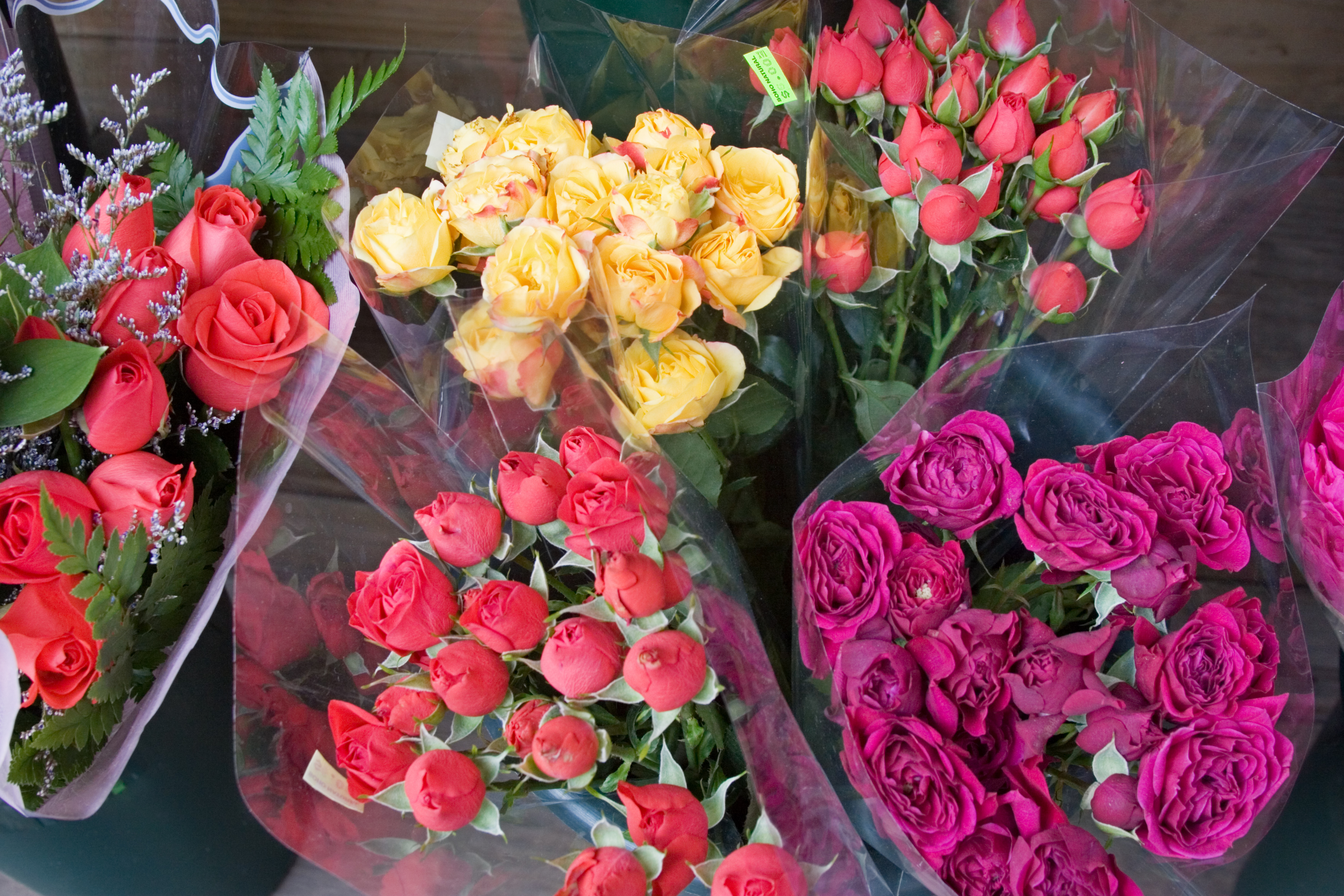
Ramos de rosas de un solo color.

Los ramos de flores son un conjunto de flores, hierbas y ramas, que pueden ser naturales o artificiales. Si el ramo es de pequeño tamaño se le denomina ramillete. También existe el bouquet (o buqué), que es un pequeño ramo de flores elaborado con sentido de arte floral.
Los usos de los ramos de flores son variados, pudiendo ser utilizados como expresión de dolor en funerales, como regalo de enamorados, como un complemento a la vestimenta de la novia en una boda (el ramo de novia), etc. Los ramos están formados por uno o varios tipos de flor, y a su vez que estas sean de un mismo color o de colores variados.

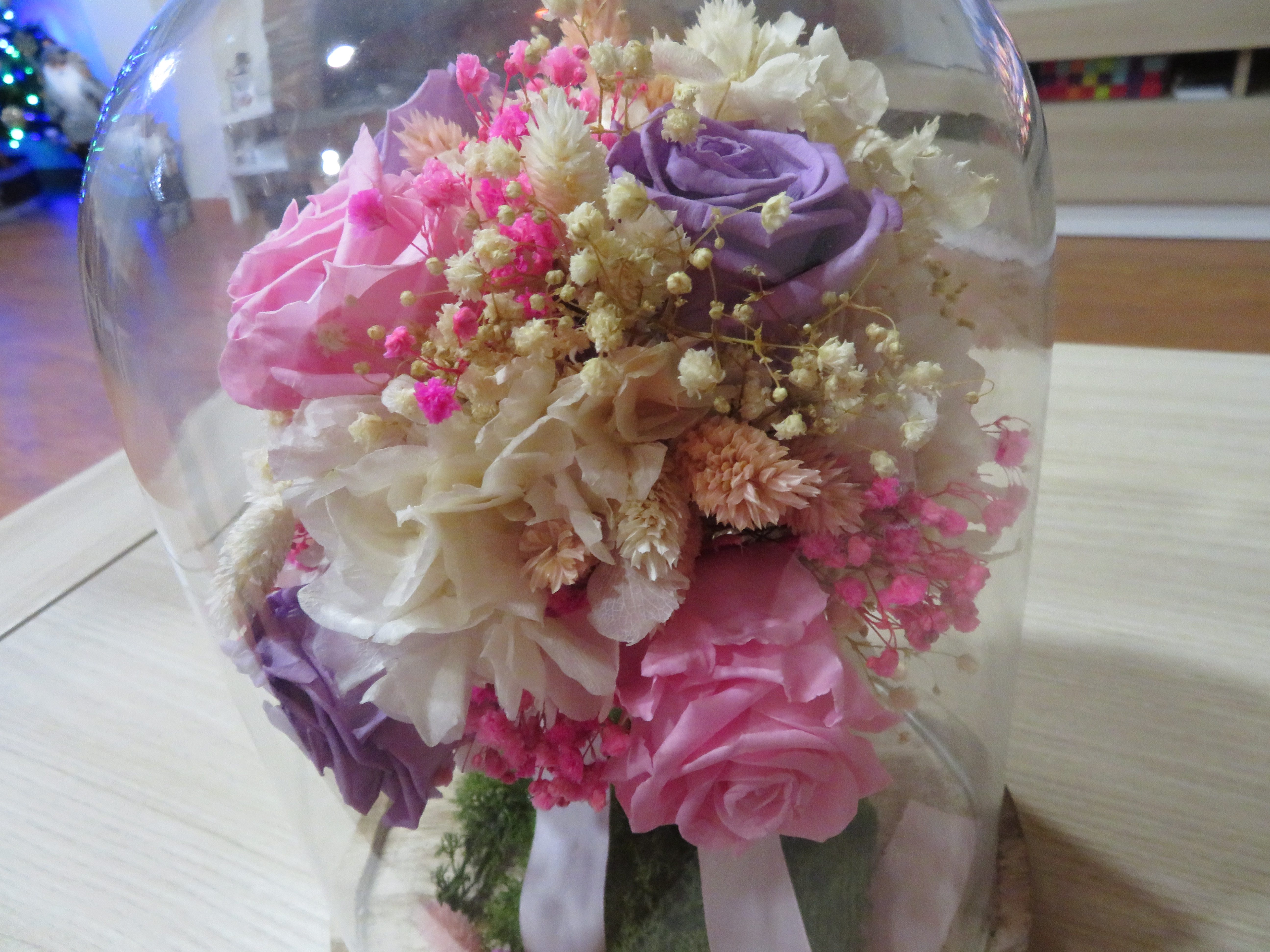
Ramo de novia. Ramo nupcial.